# Absidiole

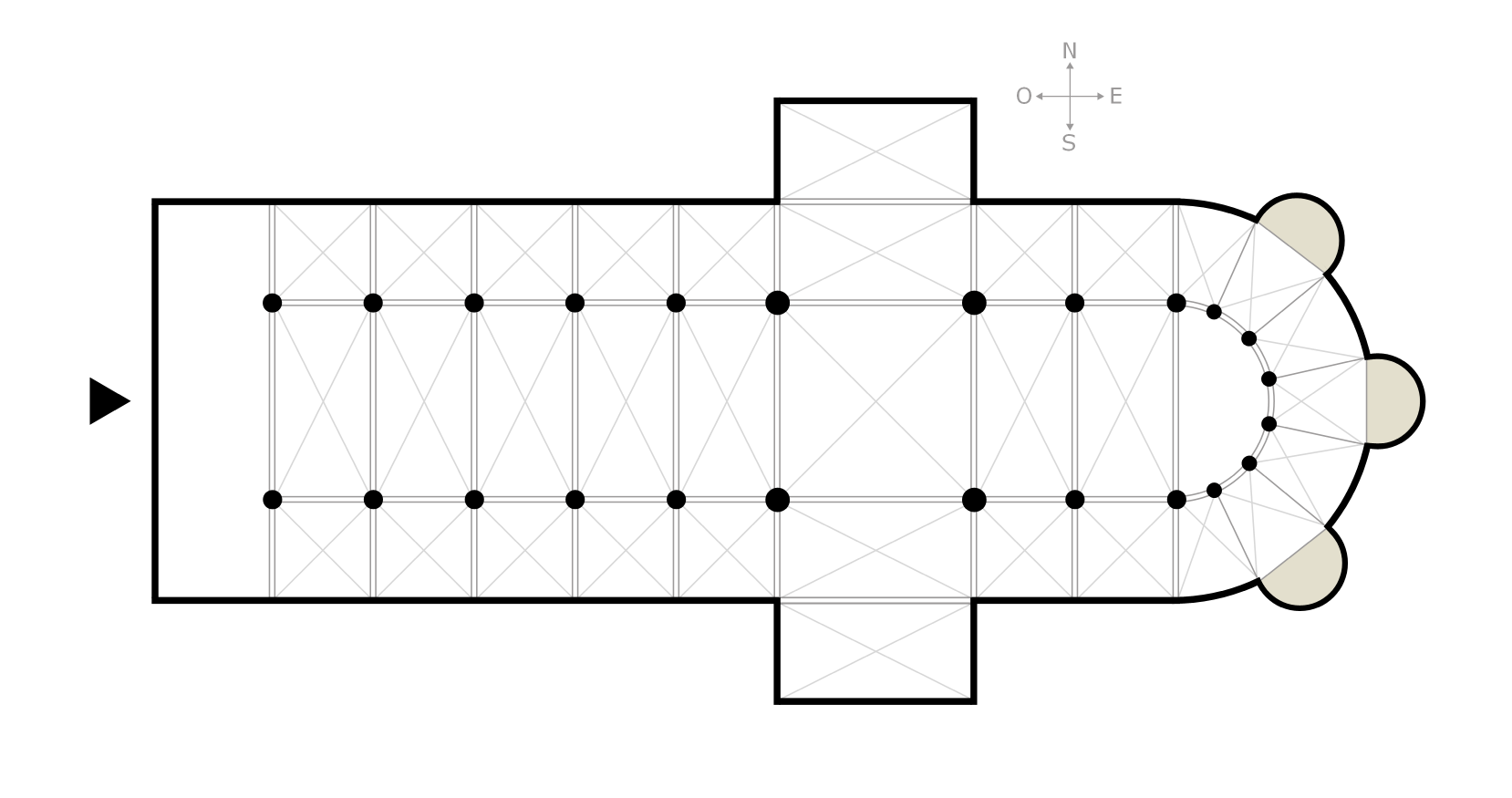
Plan schématique d'une église avec ses trois absidioles (à droite, en gris clair) entourant une abside.

Selon la symbolique médiévale issue de la tradition religieuse (Bible et Pères de l'Église) et développée dans le Rationale divinorum officiorum de Durand de Mende, l'église cruciforme est l'image du Christ crucifié : l'abside représente sa tête, le déambulatoire et les absidioles sa couronne d'épines, les allées du transept ses bras, le chœur son torse, les portes au bout de ces allées ses mains percées, la nef ses jambes, et les portes latérales de la façade occidentale ses pieds percés.

En architecture religieuse, une absidiole, appelée aussi chapelle absidiale, est une chapelle secondaire de petite dimension s'ouvrant sur l'abside. Saillant en nombre variable autour du chevet, on l'appelle aussi « chapelle rayonnante ». Les absidioles peuvent aussi être placées en couronne autour du déambulatoire.
Par extension, les chapelles aménagées sur les croisillons du transept sont appelées aussi absidioles. Une chapelle dépassant la paroi des bras du transept est nommée « chapelle orientée ».

## Galerie

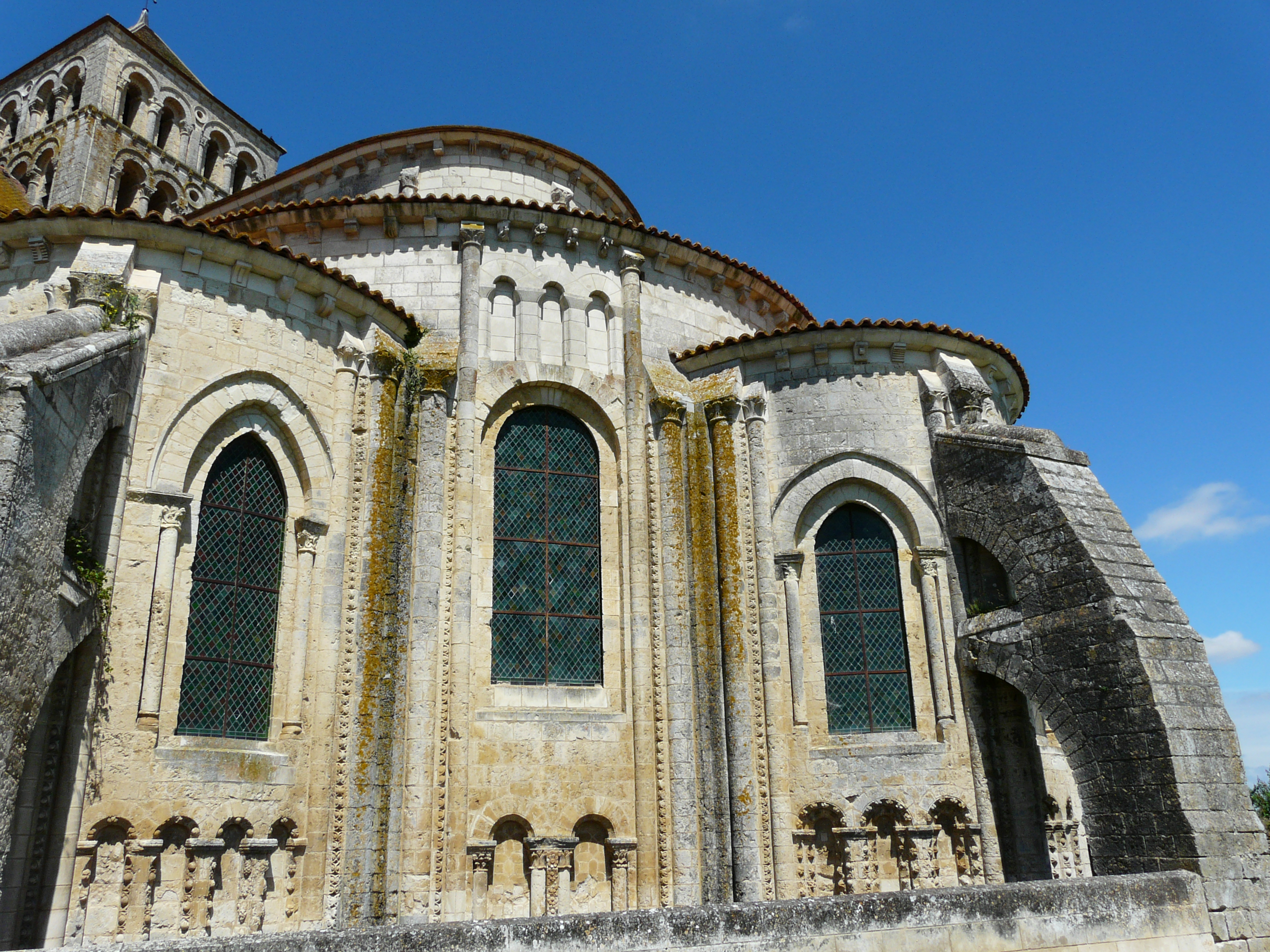
L'abside et les chapelles absidiales de l'abbaye Saint-Jouin de Marnes.
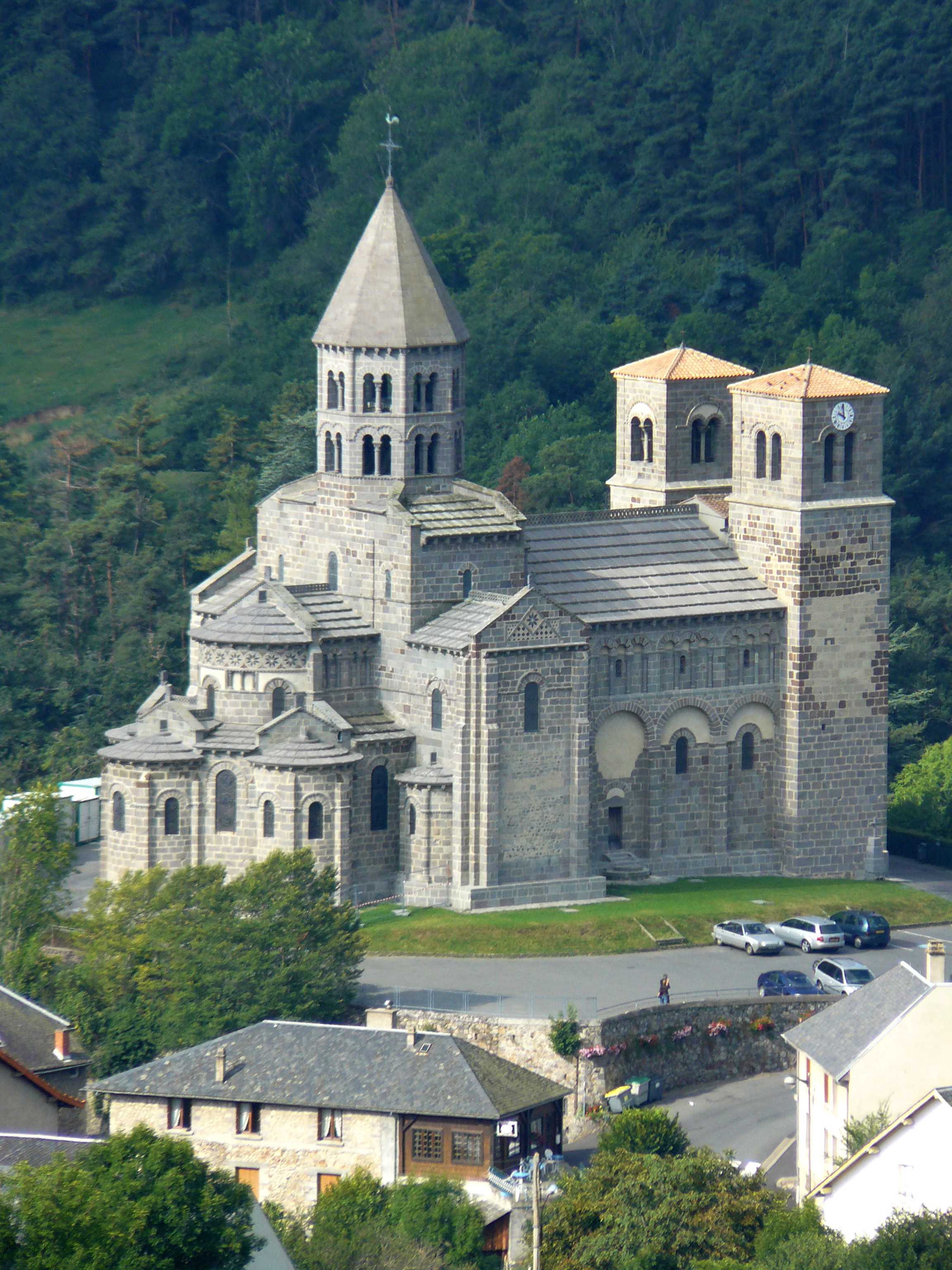
L'église de Saint-Nectaire. À l'extrême gauche de l'église, les chapelles rayonnantes.
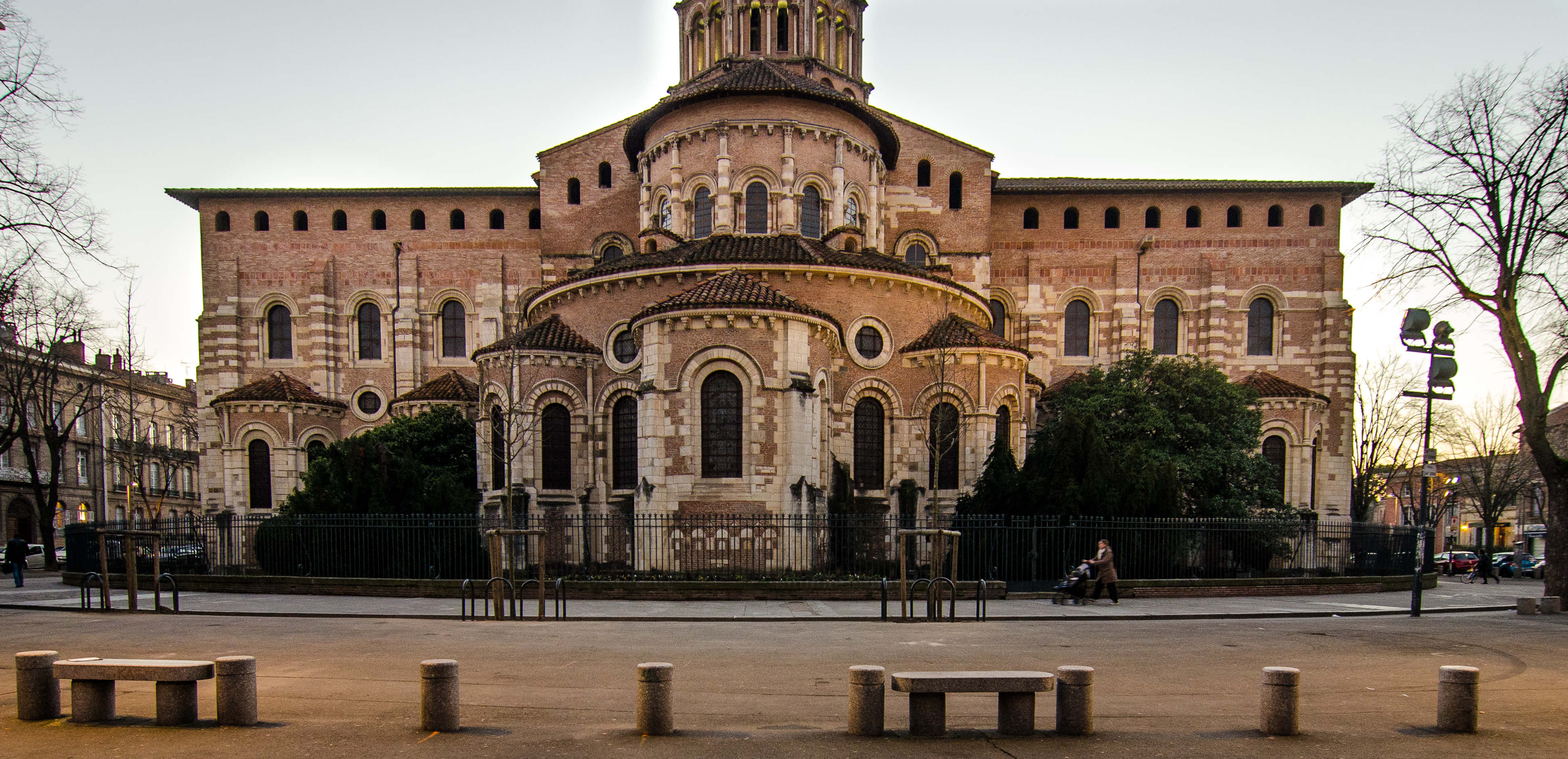
La Basilique Saint-Sernin de Toulouse et ses 9 absidioles — 5 sur le chevet et 2 sur chaque bras du transept.